# اسکار کاساس
اسکار کاساس سیرا (اسپانیایی: Óscar Casas Sierra‎) بازیگر و مدل اسپانیایی است که در بیش از ۳۰ فیلم داستانی در سینما و تلویزیون شرکت کرده‌است و کار خود را در ۷ سالگی آغاز کرده‌است.
از فیلم‌هایی که وی در آن‌ها نقش داشته است، می‌توان به جگوار، غریزه و فرار مغزها اشاره نمود.

## زندگی‌نامه
اسکار کاساس در ۲۱ سپتامبر ۱۹۹۸ در بارسلون به دنیا آمد. او پسر هایدی سیرا و رامون کاساس و چهارمین برادر از پنج برادر کاساس است که ماریو کاساس بازیگر بزرگ‌ترین برادرش است. در زمینه احساسات، او بین سال‌های ۲۰۱۸ و ۲۰۲۱ با بازیگر بگونیا وارگاس رابطه داشت.